# Влатко Павлетич
Влатко Павлетич (хорв. Vlatko Pavletić, нар. 2 грудня 1930, Загреб, Королівство Югославія — пом. 19 вересня 2007, Загреб, Хорватія) — хорватський політичний діяч, професор філософії, літературний критик та есеїст.

## Життєпис
Павлетич народився в Загребі, в тодішньому Королівстві Югославія. У 1955 році закінчив філософський факультет Загребського університету, де він спеціалізувався з хорватської мови та літератури. У 1972 році урядом комуністичної Югославії був позбавлений волі на півтора року як хорватський націоналіст за «намагання зруйнувати і змінити державний устрій». У 1975 р. він захистив докторську дисертацію.
Павлетич працював редактором газети Vjesnik, режисером Хорватського національного театру в Загребі (1958—1960 рр.), головним редактором Матиці хорватської (з 1965 по 1972 рр.), був членом ПЕН-клубу, а з 1987 р. також членом Хорватської академії наук і мистецтв, у якій шість років обіймав посаду заступника голови, а перед тим три роки був секретарем Відділення літератури. 1997 року одержав почесний диплом Болгарської академії наук. Деякі його тексти перекладено на польську, російську, чеську, болгарську, англійську та французьку мови. З 1990 року, серед іншого, він займав посаду художнього керівника кіностудії «Ядран-фільм» та заступника голови Ради телекомунікацій.
У 1990—1992 рр. Павлетич займав пост міністра освіти, культури, техніки і спорту за прем'єр-міністрів Стіпе Месича, Йосипа Манолича та Франьо Ґреґурича. У 1992 році його було обрано депутатом хорватського парламенту, а 28 листопада 1995 року призначено Головою парламенту. Павлетич займав цей пост до 2000 року. З 1995 і до 2000 року він був членом Президії Хорватської демократичної співдружності.
Коли 26 листопада 1999 року президента Франьо Туджмана було оголошено недієздатним, Павлетич автоматично став виконувачем обов'язків Президента Хорватії. Він обіймав цю посаду від смерті Туджмана 10 грудня 1999 р. до обрання 2 лютого 2000 року хорватським парламентом Златка Томчича своїм новим Головою (а, отже, і новим в.о. президента). З 2000 р. Павлетич перебував на посаді заступника Голови хорватського парламенту.
У 2004 р. він пішов з політики. Помер у Загребі від раку підшлункової залози 19 вересня 2007 року.